# Source Filmmaker
Source Filmmaker (oft abgekürzt als SFM) ist eine Software von Valve, mit der Animationen in der hauseigenen Source-Engine berechnet werden können. Source Filmmaker ist kostenlos, setzt aber eine Anmeldung und Installation des Steam-Clients voraus. Source Filmmaker befindet sich gegenwärtig (Stand: 27. Mai 2015) in der öffentlichen Beta-Phase.

## Geschichte
Source Filmmaker wurde ursprünglich als hausinterne Animationssoftware von Valve entwickelt. Als das Programm während der Freigabe der Team Fortress 2 Beta durchsickerte, wurde von der Community eine mehr oder weniger stabile Version des Programms erstellt. Am 27. Juni 2012 startete Valve die offene Beta des Programms.

## Unterschiede zu anderen Animationsprogrammen
Anders als bei den meisten Animationsprogrammen berechnet SFM Animationen mittels der Source-Engine, welche bei Valves Spielen zum Einsatz kommt. Das reduziert die Renderzeit signifikant gegenüber 'klassischen' Animationsprogrammen wie Maya, Blender oder 3ds Max, zusätzlich können Modelle im Source-Engine eigenen .mdl-Format oder Materialien (.vtf / vmt) ohne weitere Konvertierung verwendet werden. Dadurch können problemlos Modelle/Materialien aus Valves Spielen (oder anderen Spielen die Source nutzen) in SFM integriert werden. Durch den Einsatz der Source-Engine muss allerdings auf aufwändigere Effekte (bspw. Spiegelungen) verzichtet werden. Außerdem können in Source Filmmaker, anders als in den genannten Animationsprogrammen, keine 3D-Modelle modelliert werden, da die Source-Engine kompilierte Modelle verwendet, die zum Bearbeiten erst dekompiliert bzw. (wenn die Ursprungsdateien vorhanden sind) erneut kompiliert werden müssen.

## Steam Workshop
Seit dem 1. April 2013 ist der Steam Workshop in Source Filmmaker integriert, über den Nutzer selbst erstellte Maps (Levels), Particles (Partikelsysteme), Scripts (Python-Skripte), Materials, Textures, Sessions (Gespeicherte Projekte), Shots, Animations, Sounds (Audiodateien) und Models (3D-Modelle) tauschen können. Diese lassen sich nach verschiedenen Spielen (Team Fortress 2, Half-Life 2, Portal, Alien Swarm etc.) und verschiedenen Kategorien (Charaktere, Waffen, Kleidung, Fahrzeuge, Landschaftselemente etc.) durchsuchen.